# Savage-River-Nationalpark
Der Savage-River-Nationalpark (engl.: Savage River National Park) ist ein Schutzgebiet auf der australischen Insel Tasmanien. Er liegt etwa 233 km nordwestlich von Hobart, weist eine Fläche von knapp 18.000 ha auf und wurde 1999 unter Schutz gestellt. 

## Allgemeines
Der Savage-River-Nationalpark wurde als Teil des Regional Forestry Agreement gegründet, um diese Gegend ungestört und unberührt zu lassen. Deshalb gibt es auch keine Gebäude für Besucher im Park und keinerlei Straßen, die in den Park führen. Lediglich einige Pisten führen um den Park herum und ermöglichen einen begrenzten Zugang zu diesem Ökosystem. Der Park entspricht etwa 5 % von Tarkine, einer der größten Flächen von temperierten Regenwald in Australien.

## Landschaftsbild
Den Ostrand des Parks bildet die Baretop Ridge, ein Mittelgebirge.
Der Nationalpark stellt eine unfragmentierte und intakte Wildnis dar, in der die ökologischen Prozesse weitgehend unbeeinflusst von menschlichen Einflüssen ablaufen können. Er weist eine hohe Diversität einheimischer Arten mit nur geringen Beeinträchtigungen auf.

### Flüsse
Am Westrand der Parks entspringen der – namensgebende – Savage River, der nach Südwesten fließt, und der Lyons River, der seinen Weg nach Norden nimmt. Im Zentrum nimmt der Keith River seinen Anfang und fließt ebenfalls nach Norden. An der südlichen Begrenzung des Parks liegen die Quellen des Heazlewood River, der, parallel zum Savage River, nach Südwesten strömt.

## Pflanzen- und Tierwelt
Die Reichhaltigkeit der Pflanzenwelt des Parks spiegelt sich z. B. in der Vielzahl an Arten niederer Pflanzen wider: Es wurden u. a. 239 Arten Moose, davon 93 Laubmoose und 146 Lebermoose vorgefunden.
22 Säugetierarten wurden im Park nachgewiesen, darunter u. a. der Tasmanische Teufel, die Raubbeutlerart Swainson-Breitfußbeutelmaus und die Australische Breitzahnratte sowie fünf Fledermausarten. 
Unter den 62 nachgewiesenen Vogelarten sind besonders bemerkenswert der Keilschwanzadler, der Schwalbensittich und der Weißbrauenhabicht.
Obwohl der Park noch nicht systematisch auf Amphibien und Reptilien untersucht worden ist, wurden bisher fünf Reptilien- und drei Amphibienarten beobachtet u. a. die auf Tasmanien endemisch vorkommenden Frösche Litoria burrowsae und Crinia tasmaniensis.